# قائمة حكام إسواتيني
هذه الصفحة تحتوي على قائمة حكام إيسواتيني (المعروف أيضًا باسم إنجوينياما) تاريخياً، كان دور الملك هو رأس أو أب الأمة بينما الملكة الأم هي الزعيم الروحي للأمة.

## ملوك ورؤساء إسواتيني (قبل عام 1780)
- مكولو نقوسي
- كاميزثا
- سوكوتا
- مادلاسومو
- ندلوفو (ملك)
- انغويكاتي
- كاواوا-ماواوا
- سيدفوا باسلتفولي
- غبيز
- كونيين
- انكابنوي
- مادلابين
- هيلي
- دولونغا
- دوندوبولا
- سيهوبا
- ملانغيني
- مسيمدزي
- امبهوهولو
- تيمبي
- سيكولومالويو
- لانغا ساموكيتي
- نقومو
- خاباكو
- نقوسي الأول 1355-1400
- انقوين الأول 1400-1435
  - دلاميني الأول
  - مسواتي الأول
  - انقوين الثاني
  - دلاميني الثاني
  - نقوسي الثاني
  - مافوزو الأول
  - ماقودوليلا
  - لودفونغا
  - دلاميني الثالث

## ملوك ورؤساء إسواتيني (1745-1968)
- انقوين الثالث 1745-1780
  - الملكة اندواندوي 1780
- (زيدكوزكي) 1780-1815
  - الملكة مندسبلي (الوصي) : 1815
- سوبوزا الأول (انقوين الرابع) 1815-1836
  - الملكة لوجيبا سيملين (الوصي) : 1836-1840
- مسواتي الثاني : 1840—يوليو 1868
  - الملكة تساندزيلي اندواندوي (الوصي) : يوليو 1868 -- يونيو 1875
- لودفونغا الثاني (ماكليني) : مات قبل أن يصبح ملكا
- امباندزيني (دلاميني الرابع) : يونيو 1875 -- 7 أكتوبر 1889
  - الملكة تيباتي ان كامبيول (الوصي) : 7 أكتوبر 1889-1894
- انغوين الخامس : فبراير 1895–10 ديسمبر 1899
  - الملكة لابوتزبيني مدلولي (الوصي) : 10 ديسمبر 1899–22 ديسمبر 1921
- سوبوزا الثاني : 22 ديسمبر 1921–2 سبتمبر 1968

## ملوك إسواتيني (1968 إلى الوقت الحاضر)
| الصورة | الملك          | العمر                                  | بداية العهد   | نهاية العهد    | المدة              | الأحقية بالعرش     |
| ------ | -------------- | -------------------------------------- | ------------- | -------------- | ------------------ | ------------------ |
|        | سوبهوزا الثاني | 22 يوليو 1899 – 21 أغسطس 1982 (83 سنة) | 2 سبتمبر 1968 | 21 أغسطس 1982† | 13 سنوات و353 أيام | ابن نغوان الخامس   |
|        | مسواتي الثالث  | 19 أبريل 1968                          | 25 أبريل 1986 | الحالي         | 38 سنوات و330 أيام | ابن سوبهوزا الثاني |